# Trạm vũ trụ

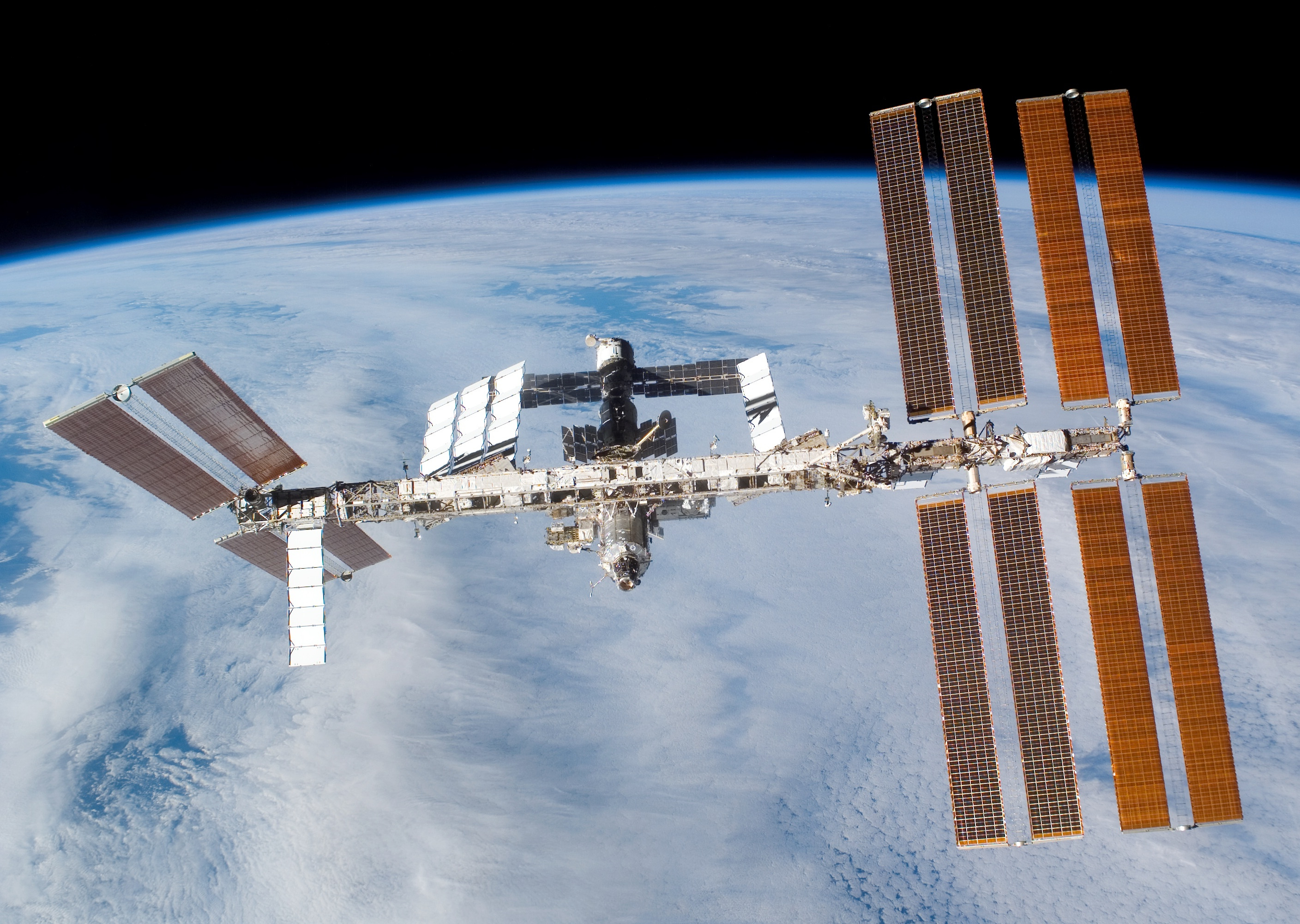
Trạm vũ trụ quốc tế trong năm 2007

Một trạm không gian là một cấu trúc nhân tạo được thiết kế cho con người sống trong không gian bên ngoài. Cho đến nay người ta chỉ triển khai các trạm hoạt động ở quỹ đạo Trái Đất tầm thấp, cũng được biết đến như là trạm quỹ đạo. Trạm không gian được phân biệt với tàu vũ trụ bởi khả năng cung cấp không gian sống và nghiên cứu lâu dài cho con người và bởi trạm vũ trụ thiếu các thiết bị để tạo lực đẩy cũng như các bộ phận để hạ cánh, thay vào đó các phương tiện giao thông vũ trụ có thể đến và dời đi từ trạm. Trạm vũ trụ được thiết kế cho con người vừa đủ sống trong quỹ đạo ở thời gian trung bình, khoảng thời gian như tuần, tháng, hoặc thậm chí cả năm. Hiện nay chỉ có hai trạm không gian được sử dụng là trạm vũ trụ quốc tế (ISS) và mới nhất là trạm vũ trụ Thiên Cung (TSS). Trước đó những trạm không gian là Almaz, Salyut series, Skylab và Mir (Hòa Bình).
Hiện tại trạm không gian (kể từ 2007) được sử dụng để nghiên cứu ảnh hưởng của dài hạn của việc sống trên vũ trụ đối với thân thể con người, cũng như để cung cấp chỗ cho các nhà khoa học sống và nghiên cứu. Kể từ khi xảy ra rủi ro của chuyến bay của Soyuz 11 đến Salyut 1, tất cả các hồ sơ thí nghiệm kiểu phi hành không gian trong thời gian qua đã được làm lại thành trạm không gian. Cho đến nay, thời gian kỷ lục của một phi hành gia ở trên trạm quỹ đạo là 437,75 ngày, được thiết lập bởi Valeriy Polyakov trên trạm Mir (Trạm vũ trụ Hòa Bình), từ năm 1994 đến năm 1995 .

## Sử dụng
Trạm không gian đã được sử dụng cho cả mục đích quân sự và dân sự. Salyut 5 là trạm vũ trụ cuối cùng được sử dụng vào mục đích quân sự, cùng với Almaz (Liên Xô) năm 1976 và 1977.

## Kiến trúc
Một trạm không gian là một hệ thống phức tạp, với nhiều module nhỏ:
1. Cơ cấu tổ chức
2. Điện lực
3. Kiểm soát nhiệt
4. cơ cấu quyết định và kiểm soát
5. chuyển hướng và sự đẩy
6. Tự động hóa và ngưới máy
7. Tin học và truyền thông
8. Môi trường và hỗ trợ sự sống
9. tiện nghi cho người trong trạm
10. người lái và giao thông vận tải hàng hóa

## Các loại trạm không gian

### Trạm cố định

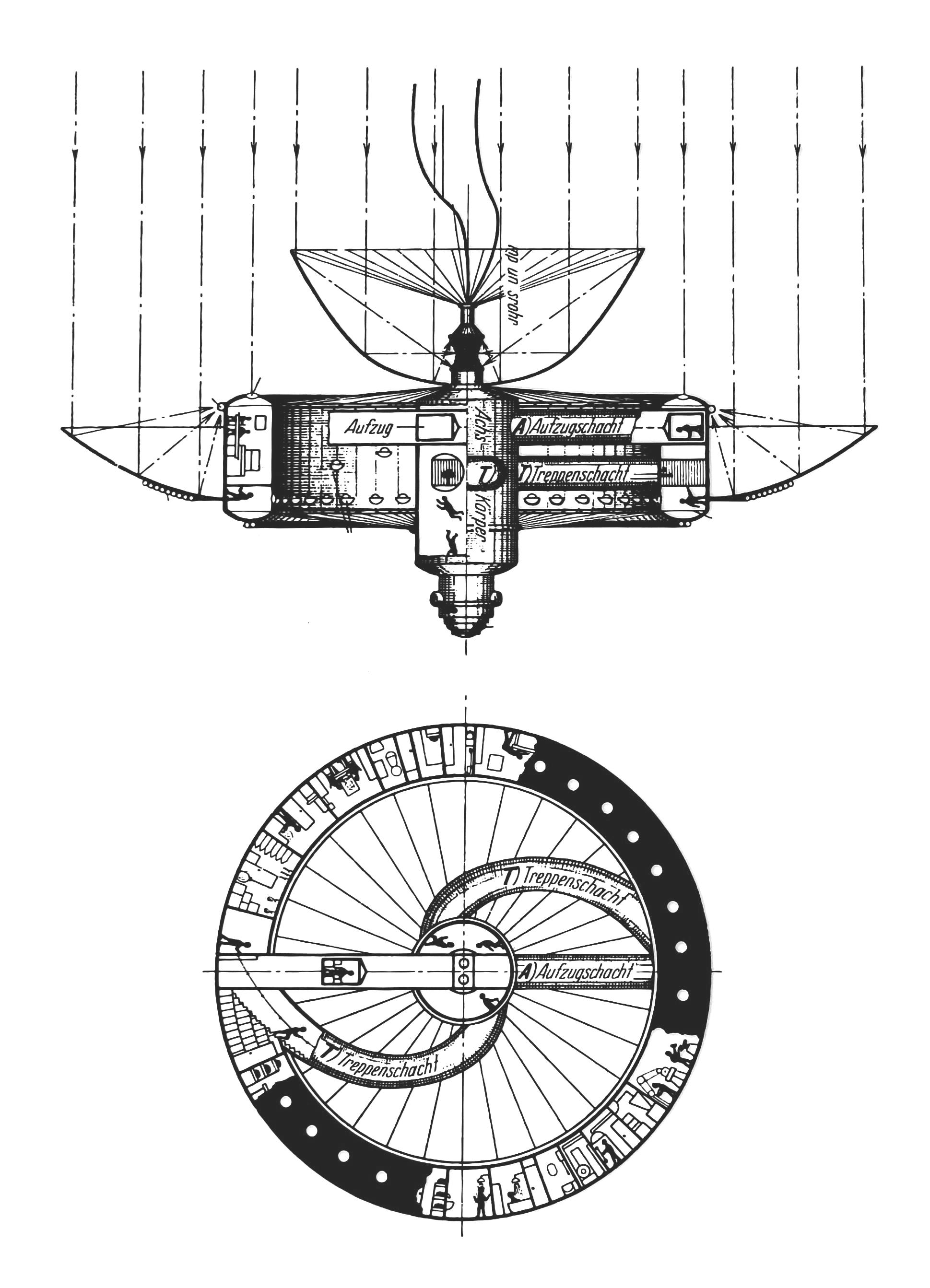
Miêu tả một trạm không gian trong "vấn đề của du hành vũ trụ" của tác giả Hermann Noordung vào năm 1929.

Nhìn chung, trạm không gian đã có hai loại; những trạm không gian thời kỳ đầu như, Salyut và Skylab, thuộc dạng "trạm cố định", với mục đích xây dựng và phóng theo từng đợt, sẽ được điều khiển bởi Phi hành gia sau khi phóng. Những trạm không gian cố định được trang bị dụng cụ và đồ dụng cần thiết khi được phóng ra ngoài, sau đó có thể phát triển thêm hoặc bỏ khi đã sử dụng chúng cho những mục đích cần thiết.
Khởi đầu với trạm Salyut 6 và Salyut 7, phát hiện sự biến đổi; hai tàu này được trang bị hai cảng(làm nơi cho tàu đậu), nó cho phép phi hành gia thứ hai đến và mang theo một tàu vũ trụ (vì vấn đề kỹ thuật, vỏ bọc của trạm Soyuz không thể tồn tại trong vòng mấy tháng trong Quỹ đạo). Nó cho phép phi hành gia có thể tiếp tục điều hành trạm không gian. Trạm Skylab cũng được trang bị cho hai cảng, giống như thế hệ trạm không gian thứ hai nhưng không có hai cảng như các trạm không gian khác. Sự có mặt của cảng thứ hai trong trạm không gian đời mới cho phép Tàu vận tải Tiến bộ cung cấp cho trạm qua cảng trong trạm, có nghĩa đồ cung cấp có thể mang theo để sống trong trạm một khoảng thời gian lâu. Khái niệm này được phát triển bởi trạm Salyut 7, có một cảng với Tàu vũ trụ TKS sau đó không lâu nó bị bỏ rơi, điều này dẫn tới khái niệm về trạm không gian lắp rắp. Sau này trạm Salyuts được biết là thuộc về cả hai loại này trạm cố định và trạm lắp rắp.

### Trạm lắp ráp
Loại thứ hai như trạm Mir và Trạm vũ trụ quốc tế, thành phần chính được phóng trước và phụ tùng lắp rắp sau đó được phóng theo sau, nói chúng với vai trò riêng biệt. (Trên Mir thường thường được phóng riêng biệt, nhưng trái lại trên ISS phần lớp phụ tùng được mang đến bởi Tàu con thoi). Phương pháp này cho phép tính linh hoạt trong quá trình hoạt động và cũng như dễ dàng để tách Tên lửa vũ trụ ra nếu cần. những tàu vũ trụ này được thiết kế còn để cho phép được cung cấp qua hậu cần, và cho phép thời gian sống ở trạm lâu hơn bình thường.

## Vấn đề môi trường sống trên trạm
Các trạm vũ trụ có những vấn đề khác nhau, như giới hạn thời gian sống trong môi trường không gian, quá trình tiết kiệm năng lượng, liên quan tới mức độ bức xạ và sự thiếu trọng lực. Những vấn đề này tạo nên sự khó chịu và sức khỏe bị ảnh hưởng nếu sống trong thời gian dài. Trong trường hợp có gió mặt trời tất cả có nơi sống trong quỹ đạo đã được bảo vệ bởi từ trường của Trái Đất, và tất cả đều nằm dưới vòng đai Van allen.
Trong tương lai việc sống trong vũ trụ có thể mở rộng thời gian có thể định cư. Một số thiết kế có thể chứa được số lượng lớn người, giống như "thành phố trong vũ trụ" nơi con người có thể làm nhà và sinh sống. Hiện giờ chưa có thiết kế nào đang được thực hiện, từ khi cho một trạm vũ trụ nhỏ, các chi phí cho mỗi lần phóng vượt quá xa đối với khả năng tài chính và kinh tế có thể của loài người nói chung hoặc bất cứ một quốc gia nào nói riêng hiện giờ.
Một cách có thể là xây nhiều số lượng tên lửa, hoặc xây dựng trạm có thể sử dụng lại, sử dụng các tài nguyên có sẵn trên (Mặt Trăng, Sao Hỏa, Sao Thủy...) hoặc thang máy vũ trụ.

### Danh sách trạm không gian
| Trạm không gian | Hình ảnh | Ngày phóng                                              | Ngày trở lại                      | Ngày sử dụng  | Ngày sử dụng | Toàn bộ phi hành gia và người viếng thăm | Những chuyến thăm | Những chuyến thăm     | Độ nặng (kg)            |
| Trạm không gian | Hình ảnh | Ngày phóng                                              | Ngày trở lại                      | Trong quỹ đạo | Đang sử dụng | Toàn bộ phi hành gia và người viếng thăm | Người điều hành   | không người điều hành | Độ nặng (kg)            |
| --------------- | -------- | ------------------------------------------------------- | --------------------------------- | ------------- | ------------ | ---------------------------------------- | ----------------- | --------------------- | ----------------------- |
| Salyut 1        |          | tháng 4 ngày 19 1971 01:40:00 UTC                       | Ngày 11 tháng 10 năm 1971         | 175           | 24           | 3                                        | 2                 | 0                     | 18,425 kg (40,620 lb)   |
| DOS-2           |          | tháng 7 ngày 29 1972 bị phá hủy khi vô Quỹ đạo Trái Đất | tháng 7 ngày 29 1972              | 0             | 0            | 0                                        | 0                 | 0                     | 18,425 kg (40,620 lb)   |
| Salyut 2        |          | tháng 4 ngày 4 1973                                     | tháng 5 ngày 28 1973              | 54            | 0            | 0                                        | 0                 | 0                     | 18,425 kg (40,620 lb)   |
| Cosmos 557      |          | tháng 5 ngày 11 1973                                    | tháng 5 ngày 22 1973              | 11            | 0            | 0                                        | 0                 | 0                     | 18,425 kg (40,620 lb)   |
| Skylab          |          | tháng 5 ngày 14 1973 17:30:00 UTC                       | tháng 7 ngày 11 1979 16:37:00 UTC | 2,249         | 171          | 9                                        | 3                 | 0                     | 77,088 kg (169,950 lb)  |
| Salyut 3        |          | tháng 6 ngày 25 1974 22:38:00 UTC                       | tháng 1 ngày 24 1975              | 213           | 15           | 2                                        | 1                 | 0                     | 18,500 kg (40,786 lb)   |
| Salyut 4        |          | tháng 12 ngày 26 1974 04:15:00 UTC                      | tháng 2 ngày 3 1977               | 770           | 92           | 4                                        | 2                 | 1                     | 18,500 kg (40,786 lb)   |
| Salyut 5        |          | tháng 6 ngày 22 1976 18:04:00 UTC                       | tháng 8 ngày 8 1977               | 412           | 67           | 4                                        | 2                 | 0                     | 19,000 kg (41,888 lb)   |
| Salyut 6        |          | tháng 9 ngày 29 1977 06:50:00 UTC                       | tháng 7 ngày 29 1982              | 1,764         | 683          | 33                                       | 16                | 14                    | 19,000 kg (41,888 lb)   |
| Salyut 7        |          | tháng 4 ngày 19 1982 19:45:00 UTC                       | tháng 2 ngày 7 1991               | 3,216         | 816          | 26                                       | 12                | 15                    | 19,000 kg (41,888 lb)   |
| Mir             |          | tháng 2 ngày 19 1986 21:28:23 UTC                       | tháng 3 ngày 23 2001 05:50:00 UTC | 5,511         | 4,594        | 137                                      | 39                | 68                    | 124,340 kg (274,123 lb) |
| ISS             |          | tháng 11 ngày 20 1998                                   | hiện tại trong quỹ đạo            | 6825          | 6112         | 216                                      | 47                | 37                    | 286,876 kg (632,453 lb) |
| Thiên Cung 1    |          | tháng 9 ngày 29 2011 13:16:03.507 UTC                   | tháng 4 ngày 2 năm 2018           | 2129          | 0            | 0                                        | 0                 | 0                     | 8,506 kg (18,753 lb)    |

số người phi hành gian và người viếng thăm không tách biệt
- dữ liệu của ISS trong ngày 29 tháng 5 năm 2009

## Kế hoạch phát triển trong tương lai
- Hiện tại, Bigelow Aerospace đang phát triển và quảng cáo môi trường sống theo dạng bơm phồng trong mô dun, lấy khái niệm từ NASA Transhab, muốn sử dụng cho trạm không gian và cho giải thưởng không gian nhằm gây quỹ để tiến hành thực nghiệm Giải thưởng người Mĩ không gian. Genesis I and Genesis II là mẫu mô dun đầu tiên không người lái được phóng vào quỹ đạo để kiểm tra lợi ích của môi trường bơm phồng và các loại môi trường khác. Trong tương lai mô dun Vũ trụ (mô dun, Sundancer và BA 330, mỗi cái đều to hơn và phức tạp hơn mô dun hiện giờ, với cái BA 330 có thể được điều khiển bởi phi hành gia và tạo thẹm mô hình mới cho dự án Bigelow có thể kéo dài thêm thời gian sống trong mô dun.
- Dự án 921-2 là tên được đặt bởi người cộng hoà Trung Hoa với kế hoạch thiết kế một trạm có người lái vào năm 2012.
- Trong tháng tư 2008, Cơ quan không gian Nga đã đề nghị xây dựng chương trình Hội đồng hoa tiêu và thí nghiệm phức tạp cho tàu vũ trụ nào không phóng được từ Trái Đất vì quá nặng. Nó sẽ không được thi công cho đến khi Trạm không gian quốc tế được khán thành.[4] Kế hoạch này được thiết kế bởi hội viên ISS, Anatoly Perminov, vào ngày 17 tháng 6 năm 2009.[5]
- Galactic Suite là một khách sạn được lên kế hoạch xây dựng vào năm 2012.
- Excalibur Almaz kế hoạch sửa chữa trạm không gian cho quảng cáo.[6]